# Pavetta sepium
Pavetta sepium är en måreväxtart som beskrevs av Karl Moritz Schumann. Pavetta sepium ingår i släktet Pavetta och familjen måreväxter.

## Underarter
Arten delas in i följande underarter:
- P. s. glabra
- P. s. massaica
- P. s. merkeri
- P. s. sepium